# 군자서원
군자서원(君子書院)은 대한민국 전라남도 강진군 작천면 군자리에 있다. 2004년 11월 1일 강진군의 향토문화유산 제8호 행정사로 지정되었다가, 2009년 2월 24일 현재의 명칭으로 변경되었다.

## 개요
1820년(순조20) 호남의 유림들이 건립 향사해오다 서원 철폐령으로 훼철되었고, 1960년에 복설하여 현재에 이르고 있다.
처음에는 '행산사'라 하였고 철종(1861년)때에 '행정사'로 바뀌었다. 2009년 2월 군자서원(君子書院)으로 명칭이 변경되었다.

## 같이 보기
- 군자서원 소장 고문서 일괄 - 강진군 향토문화유산 제56호